# Décès en 1394
Décès
- 1390
- 1391
- 1392
- 1393
- 1394
- 1395
- 1396
- 1397
- 1398

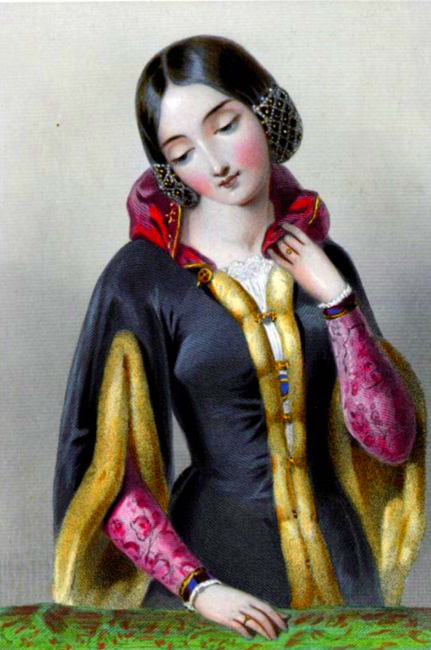
Anne de Bohême, morte en 1394.

Cette page dresse une liste de personnalités mortes au cours de l'année 1394 :
- 20 janvier : Muhammad III Tughlûq, sultan de Delhi de la dynastie des Tughlûq.
- 2 février : Isabeau de Craon, dame de Sully et de Sainte-Maure et dame douairière de Laval et d'Acquigny.
- 29 février: Hugues de Montrelais le Jeune (ou Montelais), dit le cardinal de Bretagne, évêque de Nantes, de Tréguier, de Saint-Brieuc, évêque désigné de Nantes, cardinal-prêtre de Ss. IV Coronati puis Cardinal-évêque de Sabina.
- 3-4 mars : Boleslas IV de Legnica, duc de Legnica en Silésie.
- 8 mars : Sikandâr Ier, né Humayun', sultan de Delhi de la dynastie des Tughlûq sous le nom de Ala-ud-Din Sikandâr shah.
- 17 mars : Louis d'Enghien, seigneur d'Enghien, de Ramerupt et Lembeek, comte de Brienne, de Liches et Conversano, duc titulaire d'Athènes et connétable de France.
- 28 mars : Raoul VIII de Montfort, seigneur de Montfort et de Gaël.
- 17 mai : Gongyang, 34e roi de Goryeo.
- 4 juin : Marie de Bohun, première épouse du futur roi Henri IV d'Angleterre et la mère du roi Henri V.
- 6 juin : Abû al-`Abbâs Ahmad al-Mustansir, sultan hafside de Tunis.
- 7 juin : Anne de Bohême, appelée la bonne reine Anne, fille de Charles IV, empereur du Saint-Empire romain germanique et roi de Bohême et d'Élisabeth de Poméranie. Elle est reine consort d'Angleterre, duchesse consort d'Aquitaine, princesse de Germanie et princesse de Bohême.
- 13 juin : Warcisław VI, duc de Poméranie.
- 25 juin : Dorothée de Montau, sainte catholique, patronne de la Prusse et de l'Ordre Teutonique.
- 4 juillet : Guillaume Noellet, cardinal français.
- 9 juillet : Nicolas III d'Opava, duc d'Opava et de Głubczyce.
- 8 août : Marino Bulcani, cardinal italien.
- 27 août : Chōkei, 98e empereur du Japon, ayant régné sur la Cour du Sud de l'époque Nanboku-chō.
- 7 septembre : Adolphe III de La Marck, évêque de Münster puis archevêque de Cologne et  enfin comte de Clèves (Adolphe Ier) et de La Marck (Adolphe III).
- 16 septembre : Clément VII, né Robert de Genève, antipape.
- 25 septembre : Nerio Ier Acciaiuoli, duc d'Athènes[1].
- 12 octobre : Jean Sobeslav de Luxembourg, évêque de Litomyšl, patriarche d'Aquilée et margrave de Moravie.
- 13 décembre: Othon Ier de Brunswick-Göttingen, duc de Brunswick-Lunebourg et prince de Göttingen.
- 22 décembre : Henri II de Niemodlin, duc de Strzelce et de Niemodlin.
- 28 décembre : Maria Angelina Doukaina Palaiologina, ou Marija Angelina Nemanjić ou Marie Ange Doukas Paléologue, impératrice (reine) d'Épire.

- Constance de Castille, noble espagnole.
- Fazlallah Astarabadi (Naimi), ou Fażlullāh Tabrīzī Astarābādī, mystique iranien qui a fondé l’hurufisme.
- Sir John Hawkwood, dit en français Jean Haccoude et en italien Giovanni Acuto, célèbre mercenaire anglais considéré comme le premier condottiere des temps modernes.
- Trần Nghệ Tông, empereur du Annam, 8e de la dynastie Trần.
- Thommo Soccoroch, souverain de l’Empire khmer.

## Crédit d'auteurs
- Cet article est partiellement ou en totalité issu de l'article intitulé « 1394 » (voir la liste des auteurs).